# Richard Tom
Richard Tom   (Canton, 8 de novembre de 1920 - Aina Haina, 20 de febrer de 2007) fou un aixecador estatunidenc que va competir durant les dècades de 1940 i 1950.
El 1948 va prendre part en els Jocs Olímpics de Londres, on guanyà la medalla de bronze en la categoria del pes gall del programa d'halterofília.
En el seu palmarès també destaca una medalla de plata al Campionat del Món d'halterofília de 1947 en el pes gall i el campionat nacional de l'AAU de 1952.